# JS AS3 200
Der dreiachsige Salonwagen 1. Klasse der Gattung AS3 und der Nummer 200 der Jura-Simplon-Bahn (JS) war ab 1896 im Einsatz.

## Geschichte
1896 liess die JS bei der Schweizerischen Industrie-Gesellschaft (SIG) einen dreiachsigen Salonwagen der 1. Klasse bauen. Der Wagen verfügte über zwei Abteile mit je sechs Sitzplätzen und einen Salon mit bequemen Sitzmöbeln. An beiden Enden befand sich eine Toilette.
Bei der Verstaatlichung der JS 1903 wurde der Wagen von den Schweizerischen Bundesbahnen (SBB) übernommen und bekam die Nummer 41. Wie lange er im Einsatz war, ist nicht genau bekannt.